# Генетическая история Океании
Генетическая история Океании отличается меньшим разнообразием, чем генетическая история иных регионов. Это связано с тем, что заселение далеко отстоящих друг от друга островов происходило в эпоху неолита, когда человек смог освоить парусный транспорт. Доказано, что Океания заселялась с территории Тайваня через Филиппины. Далее переселенцы из этого региона сформировали культуру лапита (Вануату) (I тыс. до н.э.), которая считается базовой для Полинезии. Заселение ряда отдаленных островов Океании (Новая Зеландия, Гавайи, остров Пасхи) происходило в период, соответствующий европейскому Средневековью. Также считаются доказанными контакты полинезийцев и американских индейцев в доколумбову эпоху.
Для коренных жителей Океании наиболее характерна Y-хромосомная гаплогруппа О3. У полинезийцев ее доля составляет 33% (у тонганцев 60%, у тувалу 45%), у микронезийцев 27%, а у меланезийцев только 5%. Эти гены роднят жителей Океании с филиппинцами 62% и вьетнамцами 40%. Доказано генетическое родство полинезийцев и индонезийцев, которых иногда объединяют в один таксон австронезийцев.
Другой распространенной Y-хромосомной линией является гаплогруппа С2, которая у полинезийцев достигает 40% (у самоанцев 61%, у маори 42%), а у меланезийцев 19%. Эти гены роднят жителей Полинезии с аборигенами Молуккских островов в Индонезии.
В Меланезии распространена Y-хромосомная гаплогруппа M, которая у аборигенов Новой Ирландии (архипелаг Бисмарка) достигает 48%.
Незначительная часть генов меланезийцев (до 3%) несёт уникальную примесь ископаемого денисовского человека.